# Aquädukt von Ansignan
Der römische Aquädukt von Ansignan, einer französischen Gemeinde im Département Pyrénées-Orientales der Region Okzitanien, überquert den Fluss Agly. Er ist seit 1974 als Monument historique klassifiziert.

## Geschichte
Der Aquädukt wird meist in das 3. Jahrhundert n. Chr. datiert, doch ist völlig unklar, welche Stadt oder welches große Landgut (villa rustica) er mit Wasser versorgte. Antike Funde wurden in der Umgebung bislang nicht gemacht. Der Bau wurde im Mittelalter mehrmals verändert und diente anscheinend zur Wasserversorgung des Dorfes Ansignan.

## Bauwerk
Der Aquädukt nördlich des Dorfes Ansignan ist 170 Meter lang und maximal 15 Meter hoch; er besteht aus 29 Bögen mit unterschiedlichen Spannweiten. Als Material wurde überwiegend Bruchstein verwendet, der zusammen mit Mörtel eine haltbare aber wenig ästhetische Konstruktion ergab. Exakt bearbeitete Hausteine wurden nur für die größeren Bögen und die eigentliche Wasserleitung verwendet; die kleineren – nicht der Feuchtigkeit ausgesetzten – Bögen bestehen zum Teil aus Ziegelsteinen.

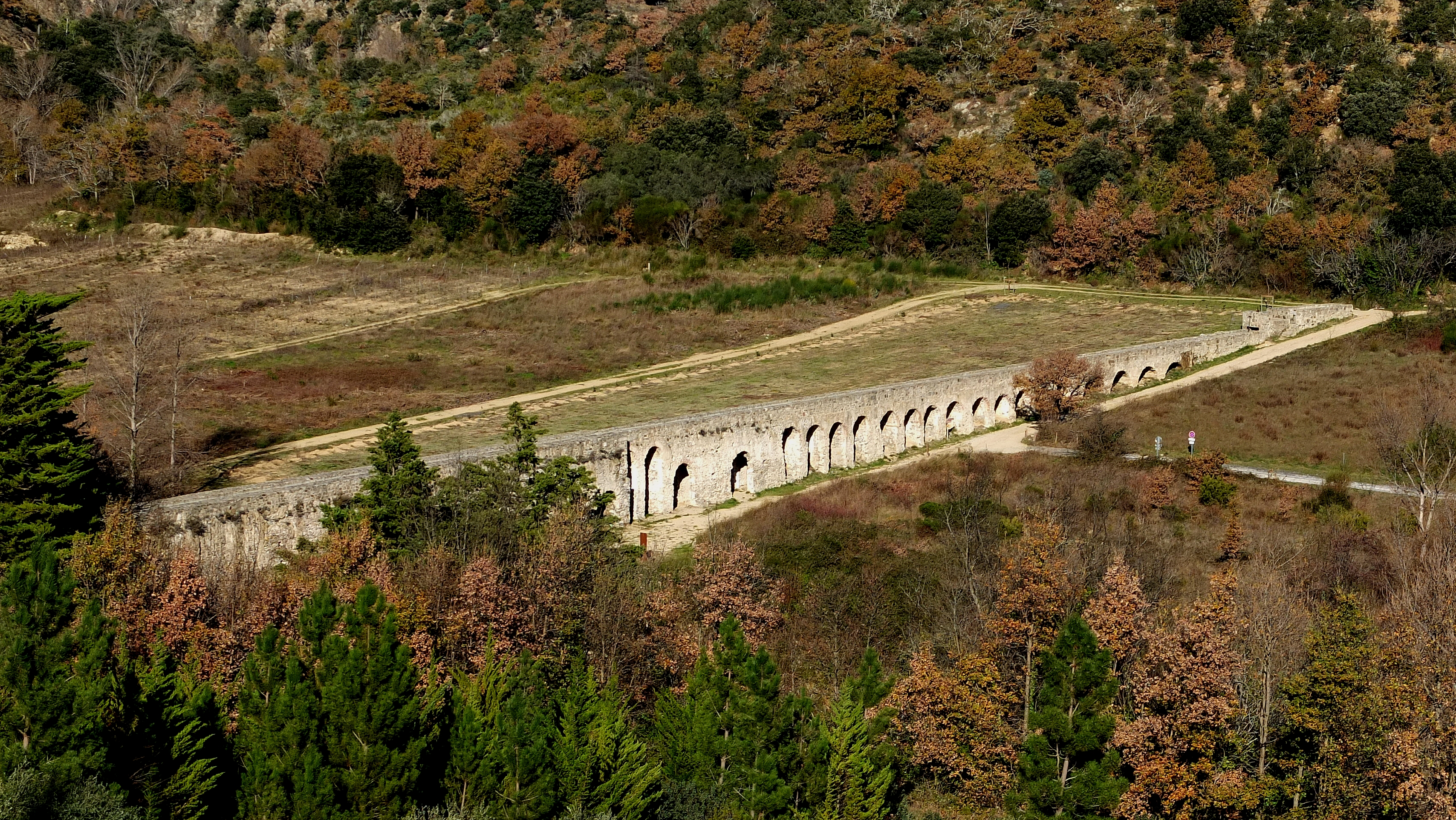
Ansicht vom Ort Ansignan
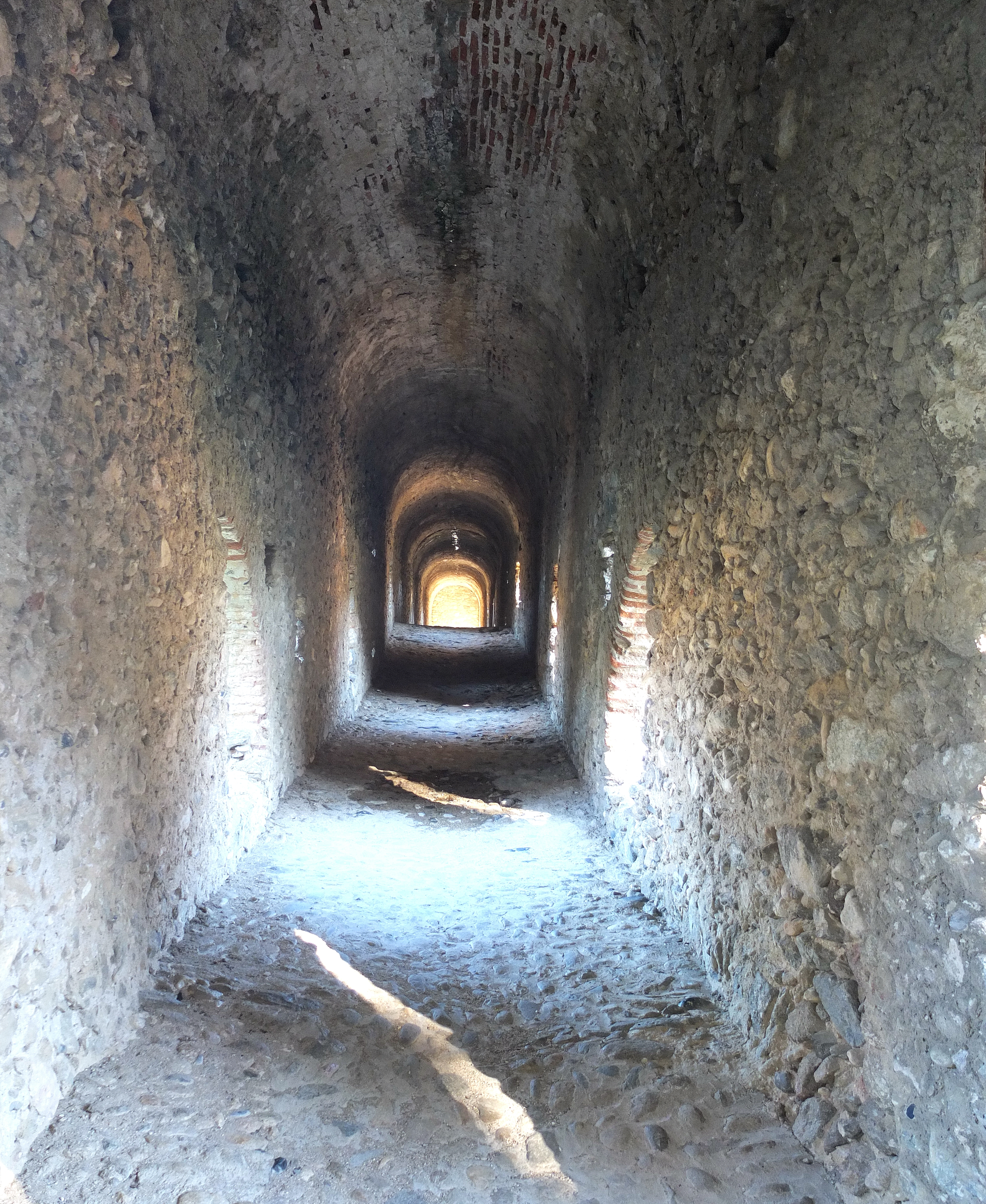
Innenansicht
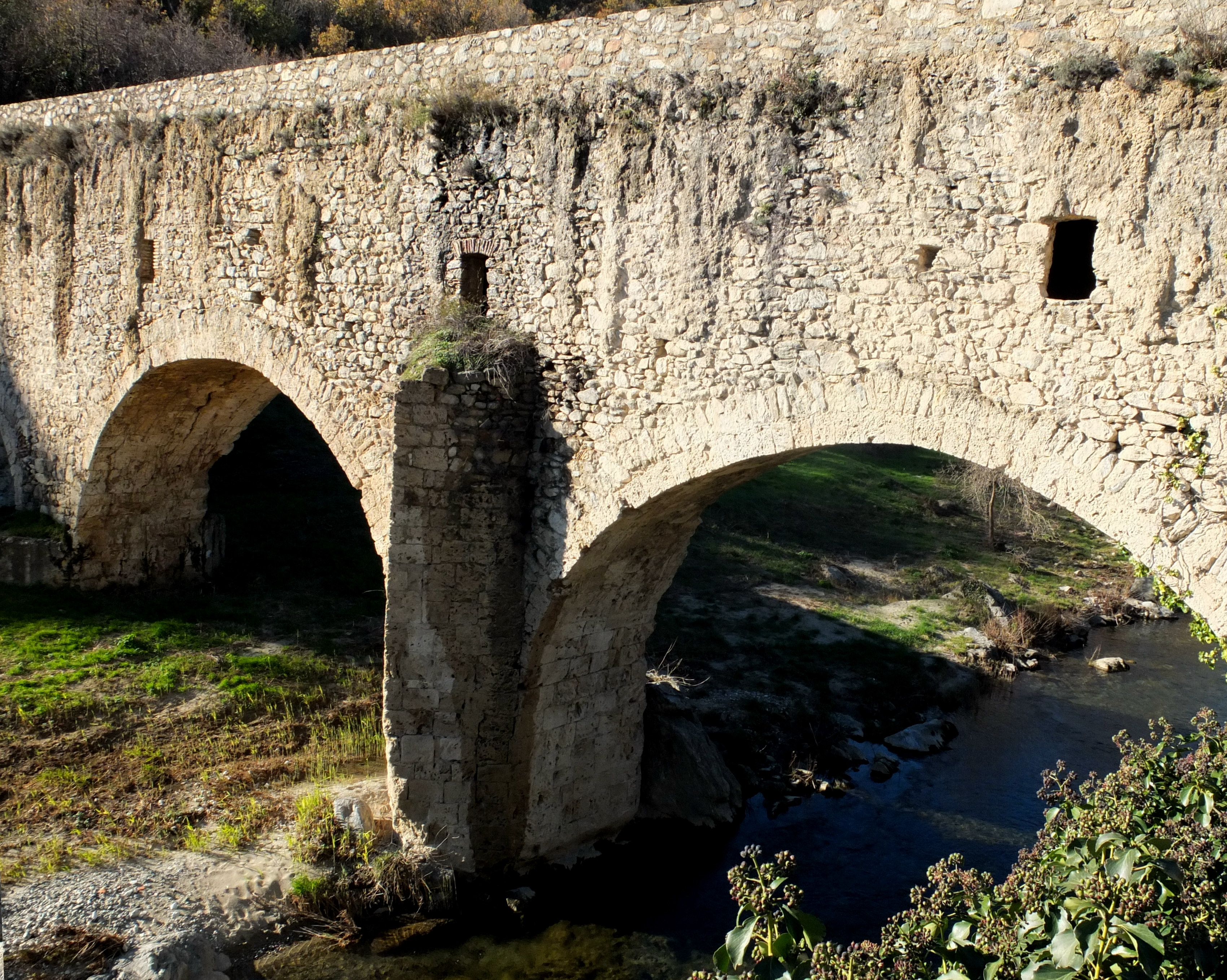
Detail
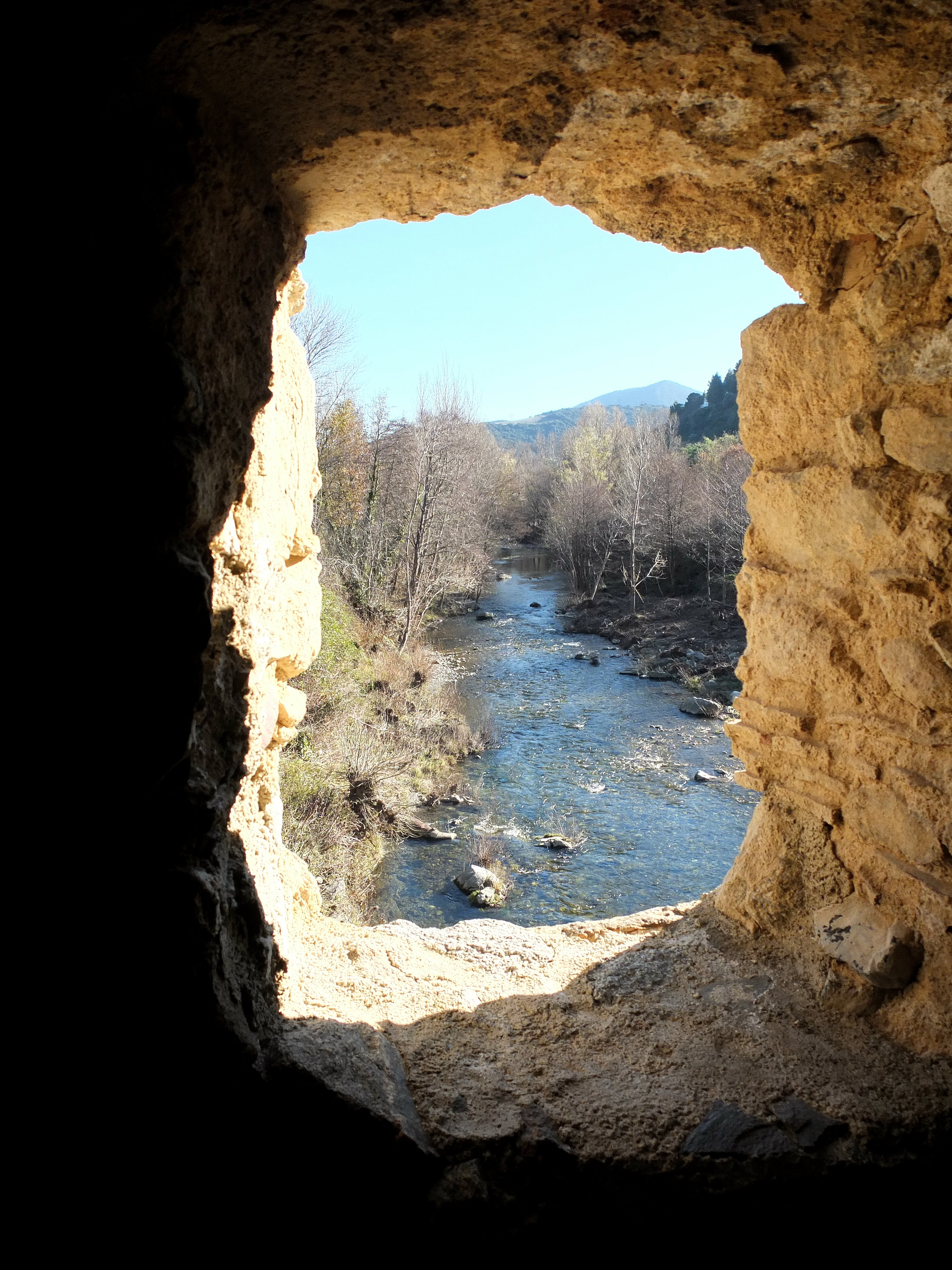
Fluss Agly von innen gesehen
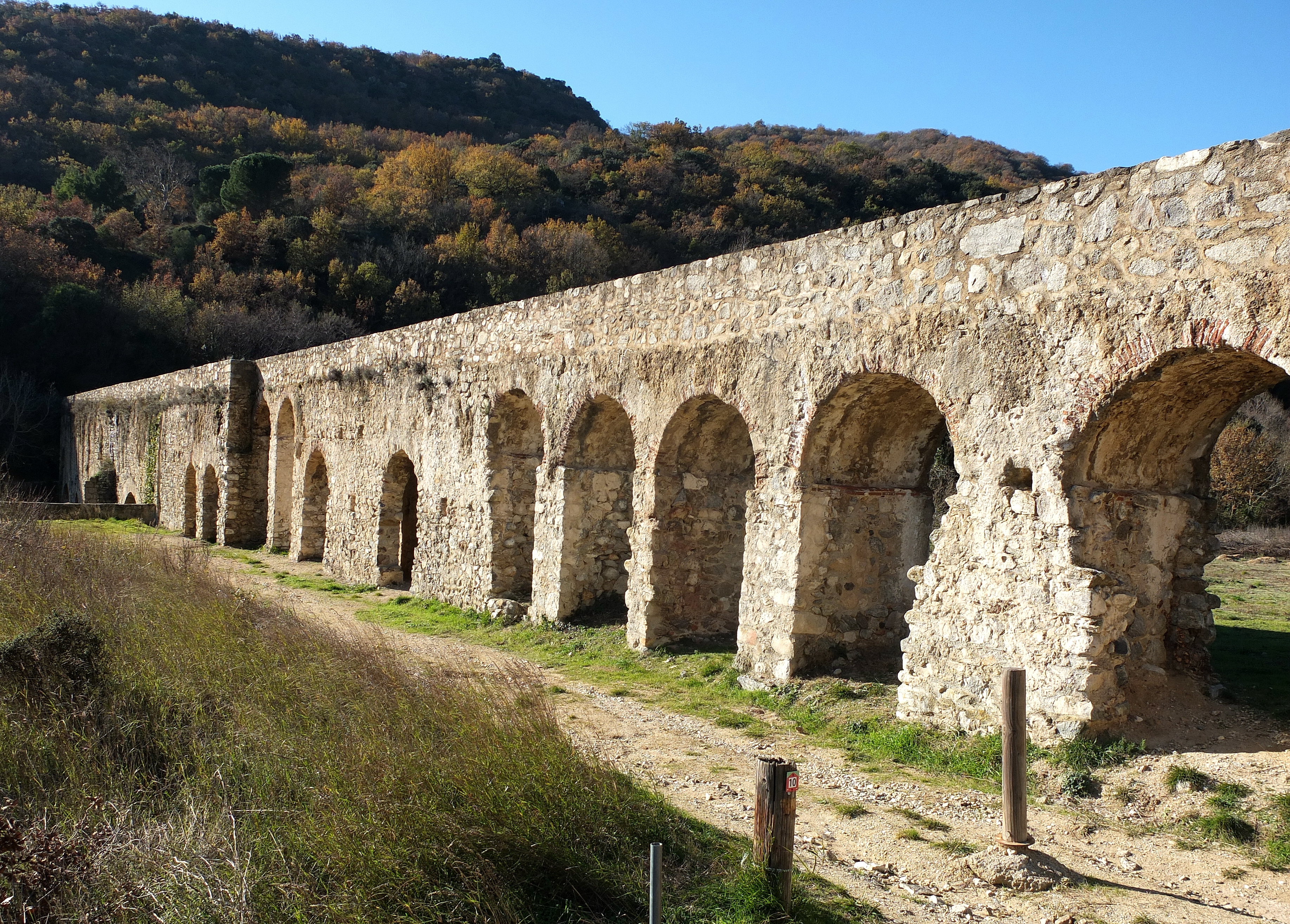
Ansicht von Osten